# Andrena toelgiana
Andrena toelgiana là một loài Hymenoptera trong họ Andrenidae. Loài này được Friese mô tả khoa học năm 1921.